# Zinelli

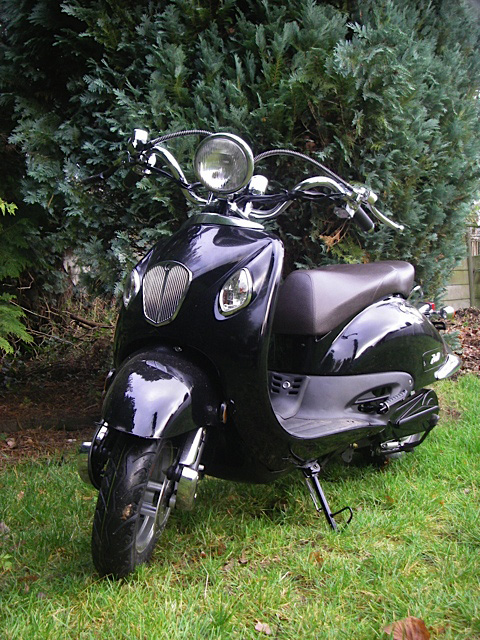
Zinelli Forte (2010)

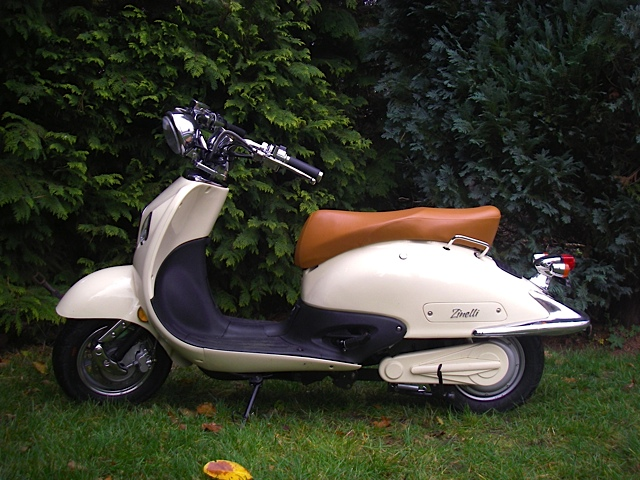
Zinelli Classico (zonder rugsteun en bagagerek)

Zinelli is een Europees scootermerk waarvan de eindassemblage sinds 2010 plaatsvindt in Nederland. De modellen worden zonder uitzondering aangedreven door een elektrische motor en hebben een klassieke vormgeving.
De scooters worden geleverd in zowel een snorscooter-versie (25 km/uur en zonder helmplicht) als een  bromfietsuitvoering (45 km/uur met helmplicht). Door het formaat van klassieke scootermodellen kan er een relatief groot accupakket van 38 Ah in worden geplaatst. 

## Modellen
- Forte 25
- Forte 45
- Classico 25
- Classico 45

Het model Classico 25 wordt ook wel aangeduid als "Zinelli 25".